# Linophryne quinqueramosa
Linophryne quinqueramosa is een straalvinnige vissensoort uit de familie van linophryden (Linophrynidae). De wetenschappelijke naam van de soort is voor het eerst geldig gepubliceerd in 1947 door Beebe & Crane.